# Cour de l'Étoile-d'Or
La cour de l'Étoile-d'Or est une voie privée du 11e arrondissement de Paris, en France,.

## Situation et accès

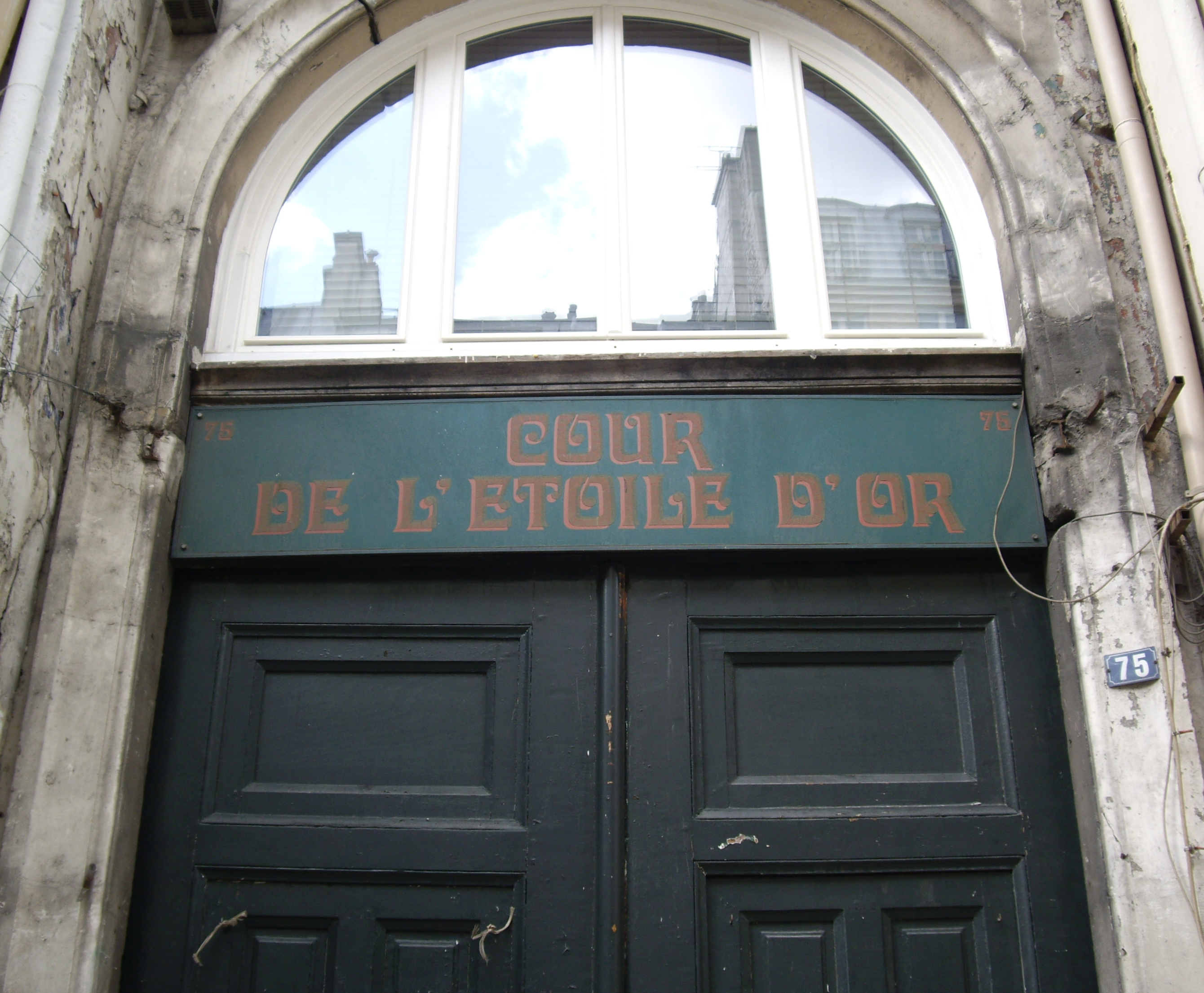
Porte d'entrée de la cour de l'Étoile-d'Or, au 75, rue du Faubourg-Saint-Antoine.

La cour de l'Étoile-d'Or est une cour privée du sud du 11e arrondissement de Paris, à la limite avec le 12e arrondissement. Elle est accessible par le 75, rue du Faubourg-Saint-Antoine, à une cinquantaine de mètres à l'est de la rue de Charonne et une trentaine de mètres à l'ouest de la cour des Trois-Frères. La place de la Bastille est située à environ 300 m à l'ouest.
La station de métro la plus proche est Ledru-Rollin, dont l'une des bouches d'accès est située de l'autre côté de la rue du Faubourg-Saint-Antoine.
La cour de l'Étoile-d'Or est l'une des nombreuses cours privées qui s'étendent de part et d'autre de la rue du Faubourg-Saint-Antoine.

## Description
La cour de l'Étoile-d'Or est composée de deux cours distinctes, reliées entre elles. La première est longue d'environ 40 m, large de 10 m et est orientée du nord-nord-est au sud-sud-est, suivant l'orientation générale des immeubles perpendiculaires à la rue du Faubourg-Saint-Antoine à cet endroit. La seconde cour est un tout petit peu moins longue (environ 30 m) et un peu plus large (à peu près 15 m) et conserve la même orientation. Elles sont reliées par un petit passage sous immeuble, au nord de la première cour et au sud de la deuxième. La première cour est accessible par le 75, rue du Faubourg-Saint-Antoine grâce à un passage sous l'immeuble donnant sur la rue, fermé par un porche.
Les deux cours sont entourées d'immeubles. La première cour comprend également une maison de ville, décorée d'une frise. Un cadran solaire vertical déclinant est également visible.

## Origine du nom
La cour tire son nom de la principale enseigne qui y était située.

## Historique

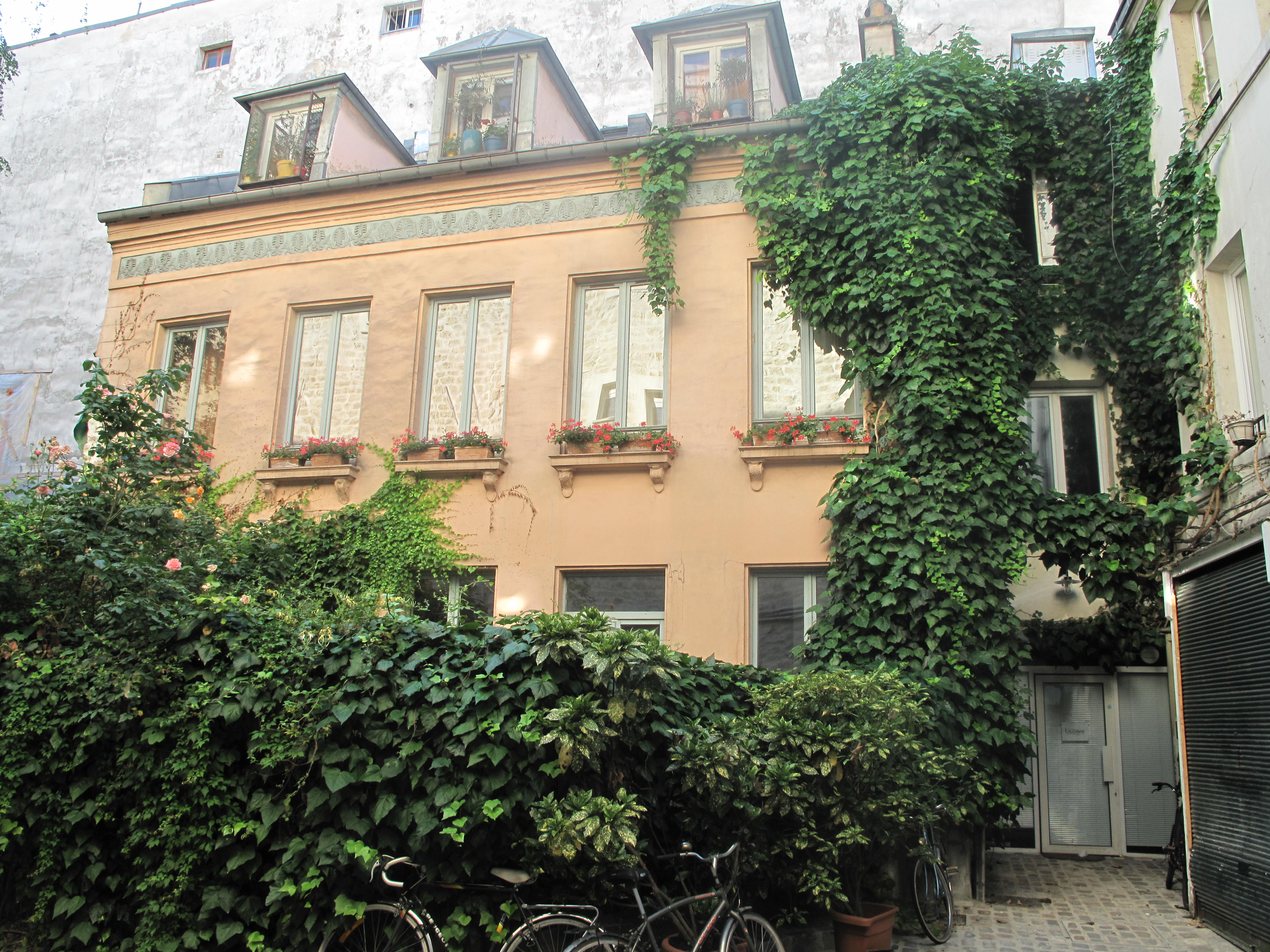
Maison de ville, dans la première cour.

La construction de l'ensemble immobilier débute vers 1640 avec la construction d'une maison, comprenant également une cour et un jardin. Au XVIIe siècle, la cour est progressivement utilisée par des artisans travaillant dans l'ameublement, suivant une tendance générale dans le faubourg Saint-Antoine.
Au XVIIIe siècle, le propriétaire de la maison remplace une partie du jardin par une seconde cour, à des fins professionnelles. Au XIXe siècle, la construction d'ateliers et d'immeubles à vocation industrielle provoque la disparition totale du jardin.
La rampe d'escalier de la maison de plaisance, du XVIIe siècle, est inscrite au titre des monuments historiques en 1928 ; la majeure partie des façades, toitures et certains escaliers des différents bâtiments le sont en 1997.

### Cour des Shadoks

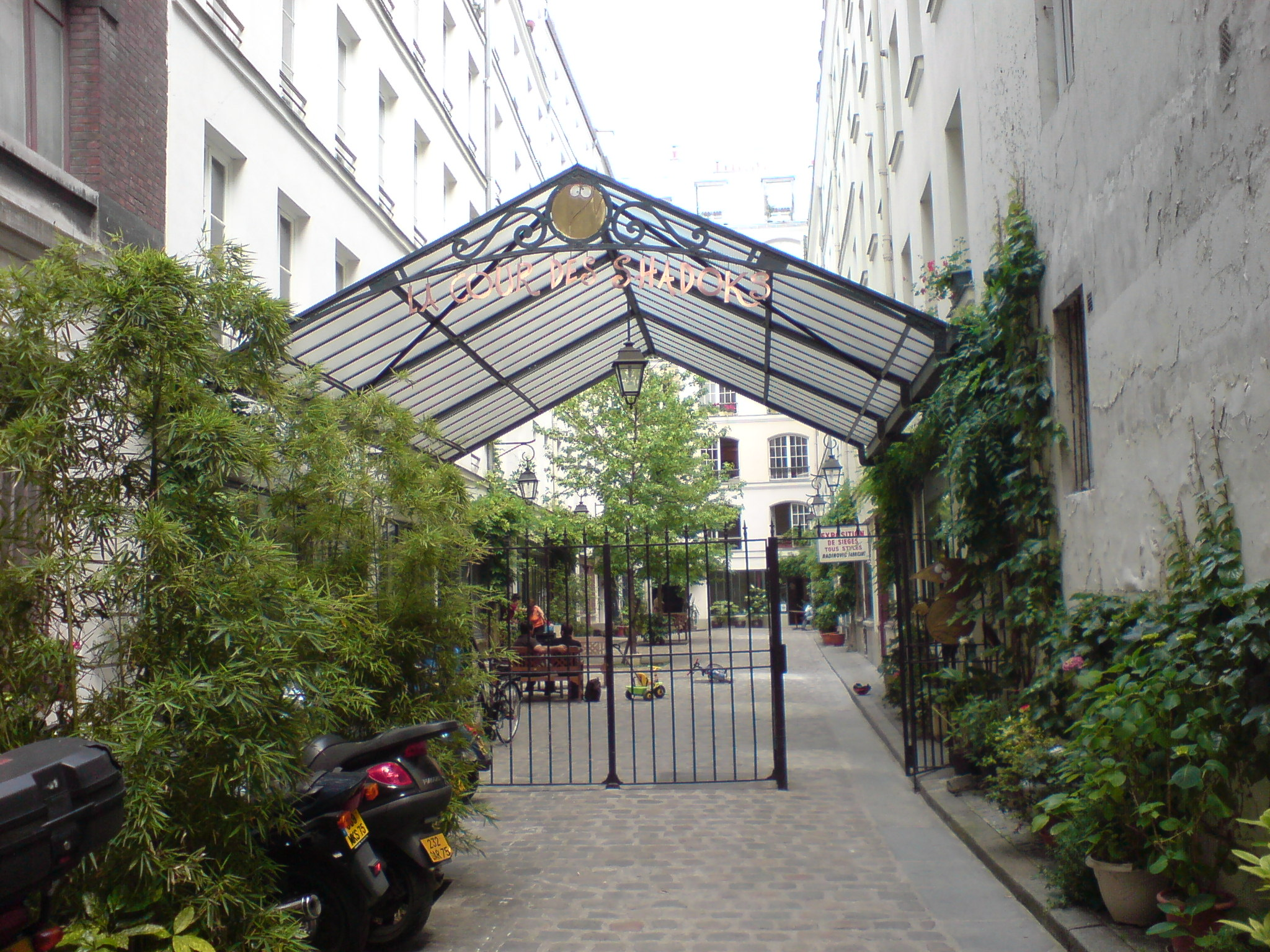
La cour des Shadoks.

En 1998, lors de sa réhabilitation par l’architecte Didier Drummond, le second élément de la cour est baptisé « cour des Shadoks » en hommage à Jacques Rouxel, créateur de la série télévisée Les Shadoks, ayant habité en ces lieux.